# Hovězí
Hovězí (deutsch Howiessy, 1939–1945 Howies) ist eine Gemeinde in der Mährischen Walachei in Tschechien. Sie liegt sieben Kilometer südöstlich von Vsetín und gehört zum Okres Vsetín.

## Geographie
Hovězí befindet sich am westlichen Fuße der Javorníky am Übergang zu den Vsetínské vrchy im Naturpark CHKO Beskydy. Das Dorf erstreckt sich linksseitig der Vsetínská Bečva gegenüber der Einmündung des Hovízky entlang des Baches Hořanský potok. Nordöstlich erhebt sich der Ochmelov (733 m), im Südosten die Hrabůvka (566 m), südlich die Tanečnice (734 m), Filka (769 m), Žáry (762 m) und Smoz (618 m), im Südwesten der Jahodný (609 m) und Galov (544 m) sowie nordwestlich der Lysný (654 m). Durch Hovězí führt die Bahnstrecke Vsetín–Velké Karlovice.
Nachbarorte sind Dolní Mlýn, Suška und Hovízky im Norden, Za Dílem und Škrádny im Nordosten, Bradovský Mlýn und Huslenky im Osten, U Kneblů, U Martinců, Uherská, U Suřanů und Tisové im Südosten, Stříbrník und Hořansko im Süden, Pod Jahodným, U Vaculů und Leskovec im Südwesten, Ústí und Janová im Westen sowie Studně, Kadějov und Křenov im Nordwesten.

## Geschichte
Hovězí wurde im 14. Jahrhundert während der Kolonisation der Herrschaft Vsetín gegründet und 1505 erstmals urkundlich erwähnt. Im 16. Jahrhundert erfolgte von Hovězí aus die Besiedlung der Wälder der Javorníky bis zur ungarischen Grenze durch die Anlegung zahlreicher Rodungen. Daraus entstand auch das Dorf Zděchov. Zugleich wurde auch das obere Tal der Vsetínská Bečva erschlossen, wo die Dörfer Huslenky und Nový Hrozenkov entstanden. Zum Schutz des Landes vor feindlichen Einfällen sicherten die Bewohner des Dorfes die Grenze. So konnten in den Jahren 1584 und 1585 Einfälle aus Ungarn erfolgreich abgewehrt werden. Beim Überfall im November 1585 wurden die Eindringlinge von fünf Seiten umzingelt und 120 von ihnen gefangen genommen und nach Vsetín abgeführt. Der erste Nachweis über die Feste Howezy stammt aus der Fabriciusschen Karte Mährens. Während des Dreißigjährigen Krieges beteiligten sich die Bewohner von Hovězí am Walachischen Aufstand. Bei dessen Niederschlagung wurde das Dorf 1644 teilweise niedergebrannt und sieben Einwohner hingerichtet. Im Jahre 1663 fielen die Türken in Hovězí ein. Nachdem Georg Illésházy 1681 die Herrschaft Vsetín wegen Überschuldung verkaufen musste, wurde das Gut Hovězí am 14. März 1681 von Vsetín abgetrennt und an Margarethe Franziska von Schneidau verkauft. Diese verkaufte Hovězí umgehend für 21.000 Gulden an Melchior Ledenický von Ledenice auf Liptál. Er setzte 1696 seine Neffen Karl und Franz Podstatský von Prusinowitz als Erben ein. Seit 1688 ist ein Hovězí ein hölzernes Kirchlein nachweisbar. Karl Podstatský von Prusinowitz erwarb 1697 für 9000 Gulden den Anteil seines Bruders und war bis 1718 alleiniger Besitzer des Gutes Hovězí. Er ließ die Feste zum Schloss Kastell umbauen, das er zu seinem Sitz bestimmte. 1708 überfielen die Kuruzen das Dorf. In der Karte von Johann Christoph Müller von 1716 ist der Ort als Howiezy bezeichnet und das Schloss eingezeichnet. Im Jahre 1718 verkaufte Karl Podstatský das Gut nach langwierigen Streitigkeiten über die Weide Polana vom Tvarožný potok mit der Gemeinde Zděchov für 44.000 Gulden an Mikuláš Graf Illésházy und zog zu seinen Verwandten nach Litenčice. Dadurch wurde Hovězí wieder an die Herrschaft Vsetín angeschlossen und das Schloss Kaštýl diente als Sitz der herrschaftlichen Beamten. Dies änderte sich unter Štěpán Graf Illésházy, der Kaštýl zum Sitz seiner Geliebten Theresia von Gatterburg machte und ihr 1827 schließlich zur lebenslangen Nutzung überschrieb. Da die Ehe zwischen Illésházy und Theresia Barkóczy kinderlos geblieben war, erbten 1831 die vier Kinder der Theresia von Gatterburg die Herrschaft Vsetín. Sidonie und Moritz entstammten Theresias Ehe mit Karl von Scharff, Maria und Theresia aus ihrer Beziehung mit Štěpán Illésházy. Sidonie übertrug ihren Anteil an ihren Mann Josef von Wachtler, der kurz darauf die anderen drei Anteile aufkaufte. Nach dem Ausbruch der Cholera ließ Wachtler 1831 im Schloss Kaštýl ein Hospital mit 24 Betten einrichten.
Nach der Aufhebung der Patrimonialherrschaften bildete Hovězí/Howiessy ab 1850 eine Gemeinde in der Bezirkshauptmannschaft Valašské Meziříčí. In der Mitte des 19. Jahrhunderts erwarb Michael Thonet das Gut Hovězí. Im Jahre 1890 bestand Hovězí aus 557 Häusern und hatte 3328 Einwohner, die mit Ausnahme von sechs Deutschen alle der tschechischen Volksgruppe angehörten. Seit 1910 gehört Hovězí zum Bezirk Vsetín. Der Bau einer Bürgerschule für Hovězí und Zděchov führte in den 1930er Jahren zu einem Streit um den Standort. Nachdem 1939 eine Entscheidung für einen Schulbau in der zentral gelegenen Ansiedlung Údolí Huslenky – zweieinhalb Kilometer östlich von Hovězí – gefallen war, führte der Schulstreit nach dem Zweiten Weltkrieg zu einem Bruch in der Gemeinde, infolge dessen sich 1949 die Ansiedlungen des östlichen (oberen) Teils als neue Gemeinde Huslenky abspalteten.

## Gemeindegliederung
Für die Gemeinde Hovězí sind keine Ortsteile ausgewiesen. Hovězí besteht aus den Ansiedlungen Hořansko, Hovězí (Howiessy), Hovízky (Howieczik) und Stříbrník sowie zahlreichen Einöden (Paseken).

## Name
Die Übersetzung des Namens der Gemeinde lautet „Rindfleisch“, worauf sich auch die Kuh im Gemeindewappen bezieht. Die Entstehung des Namens ist jedoch nicht geklärt. Eine Auslegung besagt, dass es auf dem Dorfring ein großes Gehege für Rinder gab, das von umherziehenden Viehhirten rumänischen oder ungarischen Ursprungs „Hú-víz“ (deutsch: frisches Wasser) genannt wurde, daher dann die deutsche Bezeichnung „Howis“ – „Howies“ – „Howiessy“ und schließlich tschechisch „Hovězí“. Diese Annahme wird allgemein abgelehnt, da die Hirten offenbar erst später kamen. Wahrscheinlicher, jedoch auch nicht bewiesen, sei die Entstehung aus dem deutschen „Hofwiese“ – „Howies“ usw.

## Sehenswürdigkeiten
- Kirche der hl. Maria Magdalena, erbaut 1733–1734 anstelle eines hölzernen Vorgängerbaus im neoromanischen Stil als Pfarr- und Begräbniskirche für Halenkov, Hovězí, Hrozenkov und Zděchov, ihre heutige Gestalt erhielt sie beim Umbau durch Gustav Meretta in den Jahren 1882–1890.
- Statue des hl. Johannes von Nepomuk, am Dorfanger
- Barocke Statuengruppe Kalvarie, geschaffen zum Ende des 18. Jahrhunderts, an der Straße
- Naturdenkmal Stříbrník, südwestlich der gleichnamigen Ansiedlung
- Schloss Kaštýl (Kastill), die eingeschossige Feste entstand in der zweiten Hälfte des 17. Jahrhunderts und wurde unter den Podstatský von Prusinowitz zum Herrschaftssitz ausgebaut. Später überließ es Štěpán Illésházy seiner Geliebten, der Gräfin Theresia von Gatterburg. 1831 wurde in Kaštýl ein Cholerahospital eingerichtet. In der zweiten Hälfte des 19. Jahrhunderts richtete Michael Thonet in Kaštýl eine Raspelei (rašplovna) als Zweigwerk seiner Möbelfabriken ein. 1899 mietete die Gemeinde das Schloss für eine Nutzung als Gendarmeriestation. Nach deren Verlegung nach Zděchov wurden in Kaštýl Wohnungen eingerichtet. 1936 gelangte das Schloss mit dem zugehörigen Grundstücken im Zuge der Bodenreform in das Eigentum der Gemeinde. Zwischen 1939 und 1945 war in dem Gebäude eine deutsche Gendarmeriestation untergebracht. In der zweiten Hälfte des 20. Jahrhunderts diente es u. a. als Sitz des Gemeindeamtes, Schulspeisung, Kindergarten und zu Wohnzwecken. 1997 verkaufte die Gemeinde das verkommene Bauwerk. Nach einem Umbau  bildet das Bauwerk wieder eine Dominante im Ortsbild.